# Stazione meteorologica di Airole
La stazione meteorologica di Airole è la stazione meteorologica di riferimento relativa alla località di Airole.

## Coordinate geografiche
La stazione meteorologica si trova nell'Italia nord-occidentale, in Liguria, in provincia di Imperia, nel comune di Airole, a 103 metri s.l.m. e alle coordinate geografiche 43°52′N 7°33′E.

## Dati climatologici
In base alla media trentennale di riferimento 1961-1990, la temperatura media del mese più freddo, gennaio, si attesta a +5,5 °C; quella del mese più caldo, luglio, è di +22,5 °C .
| Airole             | Mesi | Mesi | Mesi | Mesi | Mesi | Mesi | Mesi | Mesi | Mesi | Mesi | Mesi | Mesi | Stagioni | Stagioni | Stagioni | Stagioni | Anno |
| Airole             | Gen  | Feb  | Mar  | Apr  | Mag  | Giu  | Lug  | Ago  | Set  | Ott  | Nov  | Dic  | Inv      | Pri      | Est      | Aut      | Anno |
| ------------------ | ---- | ---- | ---- | ---- | ---- | ---- | ---- | ---- | ---- | ---- | ---- | ---- | -------- | -------- | -------- | -------- | ---- |
| T. max. media (°C) | 8,3  | 12,2 | 15,0 | 18,0 | 21,6 | 25,0 | 28,3 | 28,0 | 25,2 | 20,6 | 12,3 | 8,4  | 9,6      | 18,2     | 27,1     | 19,4     | 18,6 |
| T. min. media (°C) | 2,6  | 3,0  | 5,4  | 7,9  | 11,1 | 14,4 | 16,7 | 16,4 | 14,4 | 10,6 | 6,3  | 3,7  | 3,1      | 8,1      | 15,8     | 10,4     | 9,4  |